# Манушин, Роман Михайлович
Роман Михайлович Манушин (6 января 1977) — российский футболист, полузащитник, футбольный тренер.

## Биография
Дебютировал на взрослом уровне в 1993 году в составе клуба «Нарт» (Черкесск). С 1994 года выступал за ставропольское «Динамо», в его составе сыграл один матч в высшей лиге России — 14 мая 1994 года в игре против «Уралмаша» (0:4) вышел на замену на 65-й минуте вместо Альберта Борзенкова. Продолжал играть за команду в течение восьми сезонов, в первые годы выступал преимущественно за дубль, а с 1999 года стал игроком основного состава. В ходе сезона 2001 года перешёл в новосибирский «Чкаловец-1936», в котором играл до 2004 года.
После окончания профессиональной карьеры вернулся в Ставрополь и стал детским тренером. Проработав шесть лет в должности тренера, был назначен директором ставропольской ДЮСШ «Кожаный мяч» имени Романа Павлюченко. Одновременно с руководящей работой продолжал тренировать детские команды, становился призёром Кубка РФС среди юношеских команд профессиональных футбольных клубов 2-го дивизиона (игроки 1996 года рождения) в 2013 году. По состоянию на 2017 год тренировал команду 2006 года рождения.
Выступает в соревнованиях ветеранов, становился победителем первенства ЮФО.